# Thermococcus alcaliphilus
Thermococcus alcaliphilus es tipo de arquea hipertermófilo. Es en forma de coco y heterótrofo. Fue aislado por primera vez uns sistema hidrotermal marina poco profunda en la Isla de Vulcano, Italia. Su tipo de cepa es AEDII12  (DSM 10322).